# Oswin Ramaker
Oswin T. Ramaker (Vlaardingen, 1938 – Amerongen, 5 november 2017) was een Nederlandse radiopresentator en bestuurder bij verschillende christelijke organisaties.

## Levensloop
Ramaker was de zoon van Albert Ramaker. Ramaker groeide op in Rotterdam. Van huis uit was hij lid van de Vergadering van Gelovigen, later stapte hij over naar de Nederlands Hervormde Kerk, die in 2004 opging in de Protestantse Kerk in Nederland. Hij trouwde in 1966 met Marleen. In de eerste jaren samen woonde het stel in Aalten. Ramaker had een baan als verkoopleider bij een machinefabriek.
Ramakers vader speelde een belangrijke rol in verschillende christelijk-evangelische organisaties. Zo was hij van 1959 tot 1964 voorzitter van de Nederlandse tak van Youth for Christ en een van de oprichters van de Evangelische Omroep. Aanvankelijk in het kielzog van zijn vader werd Oswin binnen dezelfde kringen actief. Zo werden vader en zoon begin jaren zestig actief bij Trans World Radio.
In de begintijd van de EO hield Ramaker zich bezig met ledenwerving. Nadat de EO daadwerkelijk mocht gaan uitzenden presenteerde Ramaker het programma Gospel Sound, met veel Amerikaanse christelijk muziek. Het neigde naar popmuziek en was daarom voor EO-begrippen vooruitstrevend. 
Ramaker stond in 1969 samen met Jan Herm Kits aan de basis van de oprichting van de Nederlandse tak van Campus Crusade for Christ, sinds 1990 bekend onder de naam Stichting Agapè. Tijdens een bezoek aan de Verenigde Staten had Ramaker kennisgemaakt met de organisatie van Bill Bright. Bij Agapè legde hij de basis voor het uitgeven van het evangelische maandblad Uitdaging en het blad Groei. Vanaf november 1979 besloot Ramaker samen met zijn vrouw zelfstandig verder te gaan, hoewel hij als bestuurslid aan Agapè verbonden bleef.
Onder de naam van zijn eigen stichting Proclama wilde Ramaker in 1994 een nieuwe commerciële zender beginnen. Van dit initiatief kwam niets terecht. Onder de naam Proclama werd daarna wel het stripboek Jezus Messias van tekenaar Willem de Vink uitgegeven. Daarnaast werd onder dezelfde naam de film Jesus aan de man gebracht.
Aan het einde van de jaren negentig was Ramaker betrokken bij de stichting Grace Invest. Deze groep had vooral in gereformeerd vrijgemaakte kringen veel invloed door het naar Nederland halen van sprekers als James Packer, Tim Keller en Philip Yancey. Verder was Ramaker met stichting De Burght verantwoordelijk voor de organisatie van meerdere christelijke mannen- en vrouwenconferenties.
Een persoonlijk drama in het leven van Ramaker en zijn vrouw vond plaats in 1996. Hun zoon Gideon werd na 73 dagen vermist te zijn geweest dood gevonden. Hij had zelf een einde aan zijn leven gemaakt, waarschijnlijk nadat hij slachtoffer van seksueel misbruik was geworden.
Ramaker werkte door tot zijn 75e. Kort daarna werd bij hem dementie geconstateerd. Hij overleed in november 2017 aan de gevolgen van een val.